# Sainte-Catherine-de-Fierbois
Sainte-Catherine-de-Fierbois är en kommun i departementet Indre-et-Loire i regionen Centre-Val de Loire i de centrala delarna av Frankrike. Kommunen ligger i kantonen Sainte-Maure-de-Touraine som tillhör arrondissementet Chinon. År 2022 hade Sainte-Catherine-de-Fierbois 760 invånare.

## Befolkningsutveckling
Antalet invånare i kommunen Sainte-Catherine-de-Fierbois
Referens:INSEE